# 韦布 (艾奥瓦州)
韋布（英語：Webb）是一個位於美國愛荷華州克萊縣的城市。

## 地理
韋布的座標為42°56′53″N 95°00′44″W / 42.94806°N 95.01222°W，而該地的平均海拔高度為419米（即1375英尺）。

## 人口
根據2010年美國人口普查的數據，韋布的面積為1.29平方千米，當中陸地面積為1.29平方千米，而水域面積為0.00平方千米。當地共有人口141人，而人口密度為每平方千米109人。